# Беласица (Благоевград)
Беласица је насељено место у општини Петрич у области Благоевград, Бугарска. Према попису из 2021. године било је 1.015 становника.
Према бугарском географу и историчару, Василу Канчову, у Беласици је 1900. године живело 600 Словена хришћана и 230 Турака. Село се раније звало Елешница.